# Franz Lanik
Franz Josef Lanik (* 30. April 1915 in Wien-Ottakring; † 22. Februar 1993 in Feldkirch) war ein österreichischer Politiker (SPÖ) und Referent der Vorarlberger Arbeiterkammer. Er war von 1969 bis 1979 Abgeordneter zum Vorarlberger Landtag. 

## Ausbildung und Beruf
Lanik besuchte die Volksschule in Wien und absolvierte zwischen den Jahren 1929 und 1932 eine Lehre als Schilder- und Schriftenmaler, wobei er drei Jahre lang die Fortbildungsschule besuchte. Er war von 1932 bis 1940 in der Werbemalerei beschäftigt und diente ab 1940 im Zweiten Weltkrieg. 1945 kehrte er aus der sowjetischen Kriegsgefangenschaft zurück. Er arbeitete in der Folge ab 1945 als Zentralbetriebsratsobmann beim Nestle-Konzern in Wien und übersiedelte später nach Vorarlberg, wo er ab 1952 als Betriebsrat der Firma Maggi in Bregenz aktiv war. Er besuchte 1956 die Sozialakademie in Wien und war Landessekretär der Gewerkschaft der Lebens- und Genussmittelarbeiter. Seit den 1960er Jahren arbeitete er als Referent der Vorarlberger Arbeiterkammer und war für Arbeitsmarkt und Gastarbeiterfragen zuständig. Im Juli 1976 verabschiedete er sich in die Pension.

## Politik und Funktionen
Lanik trat im Mai 1950 der SPÖ bei und war lokalpolitisch ab 1960 als Mitglied der Gemeindevertretung von Feldkirch aktiv. Er vertrat die SPÖ vom 29. Oktober 1969 bis zum 5. November 1979 im Vorarlberger Landtag, wobei er Bereichssprecher für Landwirtschaft des SPÖ-Landtagsklubs war und in seiner ersten Landtagsperiode als Mitglied im Rechtsausschuss, Sozialpolitischen Ausschuss und ab 1970 im Kulturausschuss wirkte. In seiner zweiten Periode im Vorarlberger Landtag war Lanik Mitglied im Landwirtschaftlichen Ausschuss, Mitglied und Obmann-Stellvertreter im Sozialpolitischen Ausschuss und bis 1976 Mitglied im Kulturausschuss. Er war innerparteilich von 1966 bis 1976 als Bezirksparteivorsitzender der SPÖ Feldkirch engagiert und auf Landesebene zudem Mitglied des Landesparteivorstandes der SPÖ Vorarlberg. Des Weiteren war er Bezirksobmann der Fraktion Sozialdemokratischer Gewerkschafter Feldkirch, von 1964 bis 1969 Kammerrat der Vorarlberger Arbeiterkammer und von 1964 bis 1969 Vorstandsmitglied der Vorarlberger Arbeiterkammer. Er war des Weiteren Vizepräsident des Vorarlberger Zivilschutzverbandes, Arbeitnehmervertreter im Verwaltungsausschuss des Vorarlberger Landesarbeitsamtes und Bezirksobmann bzw. stellvertretender Landesobmann der Vorarlberger Volkshilfe. Zudem war er Vizepräsident des Zivilschutzverbandes, Kuratoriumsmitglied der Pädagogischen Akademie Feldkirch und Kuratoriumsmitglied der Vorarlberger Landesfeuerversicherung.

## Privates
Lanik war der Sohn des aus Mähren stammenden Tischlermeisters Franz Lanik (1889–1916) und dessen ebenfalls aus Mähren gebürtigen Gattin Maria Lanik. Er heiratete 1940 Hedwig Pec und wurde Vater von einem Sohn und zwei Töchtern. 

## Auszeichnungen
- Goldenes Verdienstzeichen der Republik Österreich (1976)
- Goldene Ehrennadel des Zivilschutzverbandes (1978)